# Bird Box
Bird Box é um romance pós-apocalíptico escrito por Josh Malerman, o livro foi publicado pela primeira vez no Reino Unido em 27 de março de 2014, através da Harper Voyager e nos Estados Unidos em 13 de maio de 2014, através da Ecco Press. Bird Box é a obra de estreia de Malerman, um thriller de terror psicológico tenso e aterrorizante, que explora a essência do medo.

## Sinopse
Bird Box é ambientada em um mundo tomado por insanidade. No livro, narra-se eventos inexplicáveis que desencadeiam um impulso violento e incontrolável nas pessoas fazendo-as cometer suicídio. Ninguém é imune e ninguém sabe o que provoca essa reação nas pessoas, e isso é o que leva um apocalipse iminente. Cinco anos depois do surto ter começado, restaram poucos sobreviventes, entre eles Malorie e seus dois filhos pequenos. Ela sonha em fugir para um local onde sua família possa ficar em segurança, mas a viagem que tem pela frente é assustadora - uma decisão errada e eles poderão morrer.

## Recepção
Bird Box foi bem recebido pela crítica, a ponto do autor Josh Malerman receber comparações a diversos autores, como a Stephen King e Jonathan Carroll. A obra também foi escolhida para fazer parte de uma lista de livros notáveis de 2015, pela Biblioteca de Michigan.

## Adaptação para filme
Os direitos de filmagem de Bird Box foram escolhidos pela Universal Studios em 2013, antes do lançamento do livro. Chris Morgan e Scott Stuber produziram o filme, que foi dirigido pelo diretor do filme Mama, Andy Muschietti. O roteirista Eric Heisserer escreveu o roteiro de Bird Box. A Netflix adquiriu os direitos do livro e desenvolveu o filme estrelado por Sandra Bullock e John Malkovich. Susanne Bier foi anunciada como diretora. O filme foi lançado na plataforma da Netflix em 21 de dezembro de 2018.